# 莱蒙德·德贝维奇
莱蒙德·德贝维奇（1963年3月29日—）出生于斯洛文尼亚波斯托伊纳，是一名射击运动员。德贝维奇曾代表前南斯拉夫参加1984年洛杉矶和1988年汉城奥运会；代表斯洛文尼亚参加1992年~2008年共5届奥运会。在众多殊荣中，数他于2000年悉尼奥运会中获得的男子50米步枪三姿金牌最为瞩目，曾经是这个项目的世界纪录和奥运会纪录保持者。

## 生平
德贝维奇8岁（1971年）开始接触射击运动，他当时用的是小型气步枪；1991年加入斯洛文尼亚军事体育运动队并获得一级准尉军衔。他有两个儿子，分别是1992年出生的马迪积（Matej）和1996年出生的安德烈（Andrej）。1980年在奥斯陆举行的射击欧锦赛青年组获得第一面气步枪奖牌（银牌）；1983年在布加勒斯特举行的射击欧锦赛青年组获得第一面50米步枪三姿（3x20）奖牌（铜牌）。1987年打破气步枪世界纪录，1990年打破50米小口径步枪世界纪录，在1992年慕尼黑射击世界杯总决赛打破50米步枪三姿世界纪录。此外，德贝维奇还在10米弩、30米弩、300米步枪速射等比赛中有出色表现。
主要的获奖情况：
- 在2000年悉尼奥运会中获得男子50米步枪三姿金牌，并以1177环打破奥运会纪录
- 在2012年伦敦奥运会中获得男子50米步枪卧射铜牌
- 在2008年北京奥运会中获得男子50米步枪三姿铜牌
- 在1992年慕尼黑射击世界杯总决赛中获得男子50米步枪三姿金牌，并以1186环打破世界纪录
- 除1992年慕尼黑射击世界杯总决赛外，还在1993年、2003年、2006年射击世界杯总决赛获得金牌
- 在多届射击世界杯获得27枚金牌（其中男子50米步枪三姿比赛中获得14枚，气步枪比赛中获得13枚）
- 在多届射击世界杯中弩、气步枪、男子50米手枪慢射60发、300m自选步枪项目中获得多个奖牌

## 奥运会成绩
| 奥运会       | 1988年       | 1992年            | 1996年            | 2000年             | 2004年            | 2008年             | 2012年        |
| ------------ | ------------ | ----------------- | ----------------- | ------------------ | ----------------- | ------------------ | ------------- |
| 50米步枪三姿 | —            | 第6名 1167+95.6环 | 第9名 1166环      | 冠军 · 1177+98.1环 | 第4名 1166+96.6环 | 季军 · 1176+95.7环 | 第27名 1167环 |
| 50米步枪卧射 | —            | 第18名 594环      | 第9名 596环       | 第19名 593环       | 第9名 594环       | 第21名 592环       | 季军 · 596环  |
| 10米空气步枪 | 第25名 585环 | 第9名 589环       | 第6名 591+101.1环 | 第9名 591环        | 第29名 589环      | 第31名 589环       | —             |

## 纪录
| 男子 | 资格赛 | 1186环   | 莱蒙德·德贝维奇（斯洛文尼亚）                | 1992年8月29日 | 德国慕尼黑 | 编辑 |
| 男子 | 总决赛 | 1287.9环 | 莱蒙德·德贝维奇（斯洛文尼亚） (1186+101.9环) | 1992年8月29日 | 德国慕尼黑 | 编辑 |

## 脚注
注释：
1. ↑  另有其他译名：德贝维茨、德贝韦茨、德贝韦奇、德贝伏克、拉伊蒙德·德贝韦茨。

参考资料：
1. 1 2  Rajmond Debevec. Rajmond Debevec[Z/OL]. http://www.rajmond-debevec.110mb.com/rdeng.html （页面存档备份，存于）, 2010-11-2.
2. ↑   Department of Defense. Armed Forces Sports - Shooting[Z/OL]. .   [2010-03-31]. （原始内容存档于2010-06-07）., 2010-11-3.
3. ↑  ELEY. Rajmond Debevec[Z/OL]. http://www.eley.co.uk/eley-shooters/rajmond-debevec.aspx （页面存档备份，存于）, 2010-11-3.

| 獎項                 | 獎項                            | 獎項                   |
| -------------------- | ------------------------------- | ---------------------- |
| 前任： 法兰奇·派特克 | 斯洛文尼亚年度最佳男运动员 1992 | 繼任： 伊戈尔·马森     |
| 前任： 格里哥·参卡尔 | 斯洛文尼亚年度最佳男运动员 2000 | 繼任： 安德烈·豪普特曼 |